# Jan Stallkamp
Jan Stallkamp (* 1967 in Leverkusen) ist ein deutscher Ingenieur und Hochschullehrer in Mannheim. Er ist Leiter der Fraunhofer-Projektgruppe für Automatisierung in der Medizin und Biotechnologie (PAMB) in Mannheim und hat die Professur für Automatisierung in der Medizin und Biotechnologie der Medizinischen Fakultät Mannheim der Universität Heidelberg inne.

## Leben
Stallkamp wurde 1967 in Leverkusen geboren. Nach seinem Maschinenbaustudium an der RWTH Aachen übernahm er 1998 die Leitung des Kompetenzzentrums Medizintechnik am Fraunhofer IPA in Stuttgart. 2005 promovierte er zum Thema „Optisches 3D-Messverfahren für die Navigation in der roboterassistierten Minimal Invasiven Chirurgie“. 2012 wechselte Stallkamp als Leiter für die PAMB nach Mannheim.
Er hat an der Medizinischen Fakultät Mannheim die deutschlandweit einzige Professur für Automatisierung in der Medizin und Biotechnologie inne.

## Belege
- Jan Stallkamp: Spezialist für Roboter in der Medizin in Deutsches Ärzteblatt 2017; 114(7)
- Kurzbiografie auf der Seite des Fraunhofer-Institutes

| Personendaten    | Personendaten                                       |
| ---------------- | --------------------------------------------------- |
| NAME             | Stallkamp, Jan                                      |
| KURZBESCHREIBUNG | deutscher Ingenieur und Hochschullehrer in Mannheim |
| GEBURTSDATUM     | 1967                                                |
| GEBURTSORT       | Leverkusen                                          |